# Mezobromelia brownii
Mezobromelia brownii är en gräsväxtart som beskrevs av Hans Edmund Luther. 
Mezobromelia brownii ingår i släktet Mezobromelia och familjen Bromeliaceae. IUCN kategoriserar arten globalt som sårbar. Inga underarter finns listade i Catalogue of Life.